# Pterolepis theryana
Pterolepis theryana är en insektsart som beskrevs av Boris Petrovich Uvarov 1927. Pterolepis theryana ingår i släktet Pterolepis och familjen vårtbitare. Inga underarter finns listade i Catalogue of Life.